# Telluurzuur
Telluurzuur is een anorganische verbinding met als brutoformule H6TeO6. Volgens de IUPAC-regels voor anorganische zuren, gelden ook de volgende benamingen: (triviale naam) orthotelluurzuur en (systematische additieve naam) hexahydroxidotelluur.
Het is een witte kristallijne stof. Uit röntgenkristallografisch onderzoek blijkt dat de molecule een octaëdrische structuur bezit. Deze structuur blijft ook in oplossing behouden. De kristallen zelf zijn trigonaal of monoklien.
Telluurzuur een zwak zuur, dat voorkomt als een tweevoudige base (twee protonen zijn verwijderd), waarbij telluraten gevormd worden; al zijn daar sterke basen voor nodig. Als uitzondering op de tweevoudig geladen variant van telluurzuur (TeO6H42−) geldt de verbinding hexazilvertelluraat (Ag6TeO6), waarin wel alle waterstofatomen weggereageerd zijn met zilver.

## Synthese
Telluurzuur kan bereid worden door oxidatie van telluur of telluur(IV)oxide, met sterke oxidatoren als waterstofperoxide, chroom(VI)oxide of natriumperoxide.
{\displaystyle \mathrm {TeO_{2}\ +\ 2\ H_{2}O_{2}\ +\ 2\ H_{2}O\ \longrightarrow \ Te(OH)_{6}} }
Kristallisatie bij temperaturen onder 10 °C uit oplossingen van telluurzuur levert het tetrahydraat: Te(OH)6 · 4 H2O.

## Eigenschappen en reacties
In het periodiek systeem behoort telluur tot dezelfde groep als zwavel, maar het staat in een hogere periode. Dit betekent dat het metaalkarakter van het element belangrijker wordt, wat tot uitdrukking kan komen in de eigenschappen van telluurbevattende moleculen.
Het watervrije zuur is stabiel bij temperaturen tot 100 °C. Boven die temperatuur treedt dehydratie op, waarbij het witte, hygroscopische polymetatelluurzuur (H2TeO4)10) en het hygroscopische allotelluurzuur (H2TeO4)3(H2O)4).
Verhitten van de stof boven 300 °C leidt tot de α-kristallijne vorm van telluur(VI)oxide (α-TeO3).

 Met diazomethaan wordt hexamethyltelluraat gevormd: Te(CH3O)6.
In zowel telluurzuur als de meeste telluraten heeft telluur zes liganden. Enkele voorbeelden zijn K[TeO(OH)5] · H2O, Ag2[TeO2(OH)4] en Hg3TeO6.
Telluurzuur is een relatief sterke oxidator, wat blijkt uit zijn standaardelektrodepotentiaal voor onderstaande reactie: E° = +1,02 V. De reactie verloopt echter traag:
{\displaystyle \mathrm {Te(OH)_{6}\ +\ 2\ H^{+}\ +\ 2\ e^{-}\ \rightleftharpoons \ TeO_{2}\ +\ 4\ H_{2}O_{2}} }

## Toxicologie en veiligheid
Gedurende vervoer en opslag dient men ermee rekening te houden dat telluurzuur, zoals andere telluurverbindingen, brandbaar is. Het is bovendien een stof die de ogen, neus, keel en huid irriteert. Dit leidt tot roodheid van de ogen, keelpijn, duizeligheid, misselijkheid, knoflookadem en droge huid.